# Britanski kulturalni studiji
Britanski kulturalni studiji je naziv za skupinu različitih aktivnosti na području istraživanja i analize kulture suvremenog zapadnoeuropskog društva. Kao visokoškolska edukacija, Britanski kulturalni studiji oficijelno su počeli s radom 1966. kada je osnovan Birminghemski centar za proučavanje suvremene kulture (Birmingham Centre for Contemporary Cultural Studies) pri Sveučilištu u Birminghamu. Aktivnost se pripadnika britanskih kulturalnih studija odvijala u Centru za istraživanje televizije ( The Centre for Television Research ) u Leedsu, u Centru za istraživanje masovne komunikacije (Centre for Mass Communication Research ) na sveučilištu u Leicesteru (oboje osnovani 1966.) te u okviru institucije Otvorenog sveučilišta(Open University), koja je u okviru široke mreže škola otvorila svoj program analizi i istraživanju suvremenih oblika ponašanja, života, rada i zabave. Gašenjem birmingemskog centra krajem 80-tih završila je i više-manje koherentna, pionirska aktivnost britanskih teoretičara, a teorija kulturalnih studija postala je dio društveno-humanističke znanosti. 
Teorija britanskih kulturalnih studija zasniva se na dvije društveno-humanističke, odnosno filozofske tradicije. Prva je tradicija književne teorije i književne kritike, a druga je tradicija marksističke kritike društva. Teorija britanskih kulturalnih studija izravno proizilazi iz studija proučavanja književnosti, osobito iz onog dijela koje je zasnovano na strukturalizmu i poststrukturalizmu i koja je ideju teksta i tekstualnosti - kao proizvođača određenih značenja -  primijenila na fenomene (popularne) kulture. Iz marksističke tradicije, britanski kulturalni studiji preuzimaju metodu u analizi društvenih odnosa. Pripadnici britanskih kulturalnih studija, međutim,  kritiziraju tradicionalnu marksističku postavku o masovnoj kulturi kao "lažnoj svijesti" radničke klase, uviđajući da se na polju svakodnevnog života, na polju popularne kulture oblikovane i distribuirane masovnim medijima (novine, radio, TV itd.), filmom i umjetnošću značenja ne formiraju jednosmjerno (od gore pa prema dolje, od vlasnika sredstava za proizvodnju do razvlašćenih potrošača), već u višesmjernom procesu u kojem vlada stalna napetost između pošiljatelja i primatelja kulturalne poruke i u kojem se odvija svakodnevna "borba za značenje" (Stuart Hall).
Najpoznatiji predstavnici britanskih kulturalnih studija i njihove najpoznatije knjige su:
1. Richard Hoggart, osnivač birminghemskog centar za kulturalne studije; The Uses of Literacy (1958)
2. Raymond Williams, Culture and Society(1966), Television: Technology and Cultural Form (1974)
3. E.P. Thompson, The Making of the English Working Class (1978)
4. Stuart Hall, The Popular Arts(1964), Policing the Crisis: Mugging, the State nad Law and Order(1978)
5. John Fiske i John Hartley, Reading Television(1978)

Kulturalni studiji u Hrvatskoj relativno su nova sveučilišna praksa, koja je kao poslijediplomski studij pokrenuta na zagrebačkom sveučilištu 2002. godine na Odsjeku za komparativnu književnost Filozofskog fakulteta u Zagrebu. Od 2004. kulturalni studiji mogu se slušati i kao dodiplomski i diplomski studij na Filozofskom fakultetu Sveučilišta u Rijeci. Knjiga Uvod u kulturalne studije - ishodišta i problemi Deana Dude, profesora na Odsjeku za komparativnu književnost Filozofskog fakulteta u Zagrebu, za sada je jedina knjiga na hrvatskom jeziku posvećena teoriji kulturalnih studija.
  Arhivirana inačica izvorne stranice od 24. prosinca 2004. (Wayback Machine)